# Bematistes ducarmei
Bematistes ducarmei is een vlinder uit de familie van de Nymphalidae. De wetenschappelijke naam van de soort is voor het eerst gepubliceerd als Acraea ducarmei in 2012 door Jacques Pierre en Dominique Bernaud.
De soort komt voor in Congo-Kinshasa (Zuid-Kivu, Ituri) en Oeganda (Semuliki Nationaal Park).